# Enfrijoladas
Las enfrijoladas son un platillo mexicano elaborado a base de dos ingredientes esenciales en su gastronomía: tortillas de maíz y frijoles. Generalmente, se fríe la tortilla y luego se sumergen en un caldo espeso de frijoles molidos, enrolladas o dobladas. Se sirven con queso, cebolla y crema. La preparación es similar a la de las enchiladas, pero usando caldo de frijoles en lugar de salsa picante de chile. El puré de frijoles se elabora macerando los granos cocidos en el agua de su propia cocción, o bien pasándolos por una licuadora, y agregando la cantidad de agua necesaria hasta obtener una textura líquida. La mezcla macerada se somete usualmente al proceso de platillo que consiste en colocar el puré en una olla donde se fríen rodajas de cebolla y ajo en manteca de puerco o aceite vegetal, de tal modo que la cebolla y el ajo fritos aromatizan el puré.

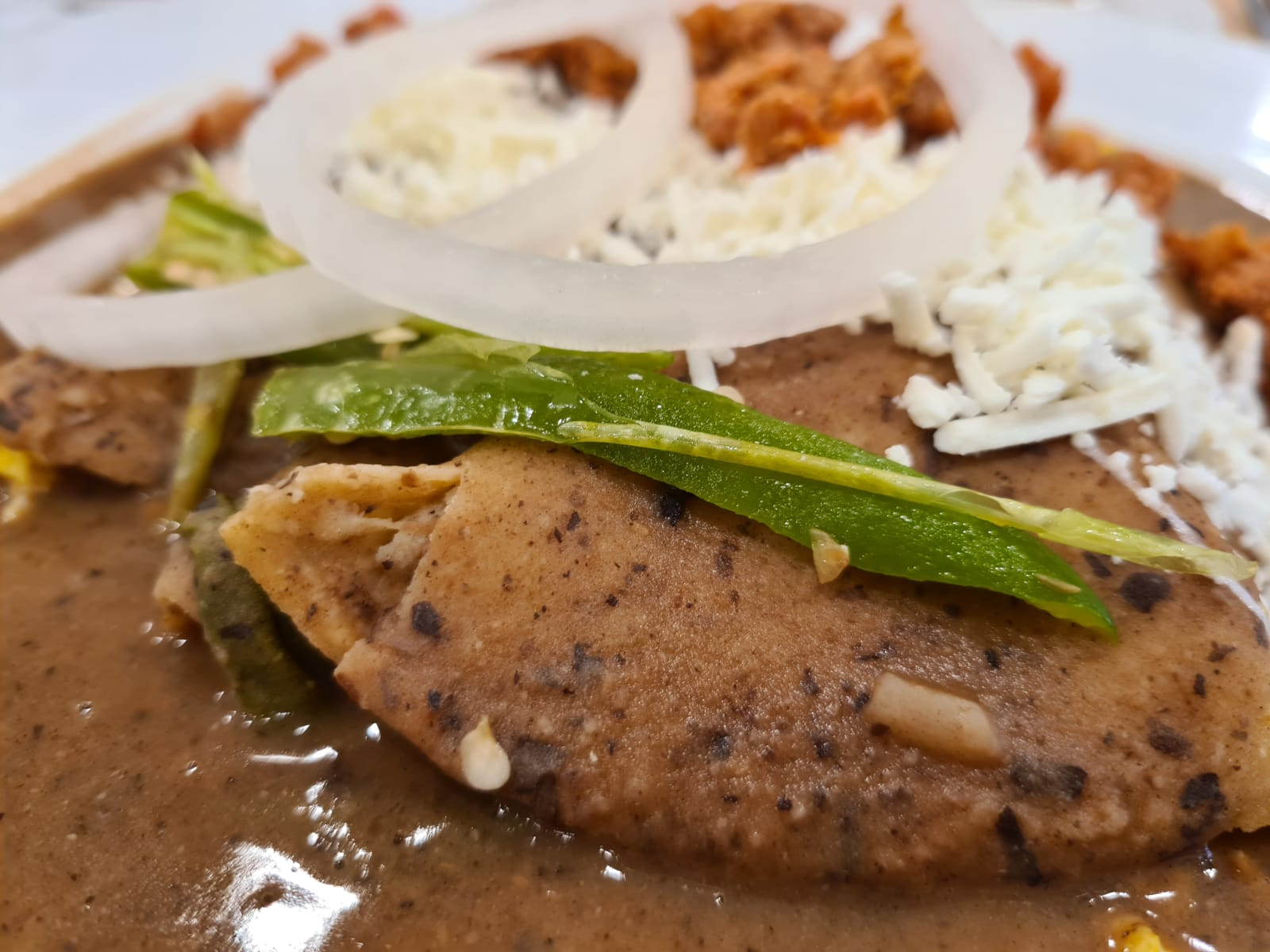
Enfrijoladas rellenas de huevo a la mexicana con cebolla, chorizo, crema y queso. Por: SofiTrini, 2021.

En la Ciudad de México, pueden ir bañadas con salsa de frijol negro como en Veracruz, rellenas de pollo, chorizo o huevo revuelto. En Jalisco, llevan frijol bayo y se rellenan con longaniza, chicharrón y salsa de jitomate con queso, y se puede servir con lechuga y rábano o adornadas con nata o crema y rebanadas de cebolla morada. En Oaxaca, la salsa se sazona con hojas de aguacate y chile verde, pasilla oaxaqueño o de árbol, y se adornan con cebolla, queso y perejil. Se acompaña con cecina enchilada, tasajo de hebra o pollo.
También se come en algunas partes de Centroamérica, por ejemplo en El Salvador, las enfrijoladas se preparan friendo la tortilla un poco luego agregando en una mitad frijoles molidos, chirmol y queso, luego de eso se cierra la tortilla como una quesadilla y lista para comer.
Además de tener un costo económico y ambiental bajo, las enfrijoladas tienen un valor proteínico igual que la carne.